# Soyatlán de Afuera
Soyatlán de Afuera är en ort i Mexiko.   Den ligger i kommunen Tamazula de Gordiano och delstaten Jalisco, i den södra delen av landet, 400 km väster om huvudstaden Mexico City. Soyatlán de Afuera ligger 1 133 meter över havet och antalet invånare är 1 543.
Terrängen runt Soyatlán de Afuera är kuperad. Runt Soyatlán de Afuera är det ganska glesbefolkat, med 27 invånare per kvadratkilometer. Närmaste större samhälle är Ciudad Guzmán, 18,8 km väster om Soyatlán de Afuera. I omgivningarna runt Soyatlán de Afuera växer huvudsakligen savannskog.